# One Man Out
One Man Out, também intitulado Erik, é um filme estadunidense do gênero aventura escrito e dirigido por Michael Kennedy, lançado em 1989.

## Resumo
Guarda-costas de político de republiqueta descobre complô patrocinado pelo próprio ditador. Tenta fugir, mas uma amiga jornalista é presa pelo governo. Violento e com muitos clichês, mas movimentado.

## Elenco
- Stephen McHattie — Erik
- Israel Carlo
- Michael Champion
- Aharon Ipalé — O General
- Dennis A. Pratt
- Cecilia Tijerina — Pilar
- Deborah Van Valkenburgh — Liliana